# Sotiris Alexandropoulos
Sotirios Polykarpos Alexandropoulos (Amarousio, 26 november 2001) is een Grieks voetballer die in het seizoen 2024/25 door Sporting CP wordt uitgeleend aan Standard Luik.

## Clubcarrière
Op 20 oktober 2019 maakte Alexandropoulos zijn officiële debuut voor het eerste elftal van zijn opleidingsclub Panathinaikos FC: op de zevende competitiespeeldag mocht hij tegen Atromitos FC een kwartier voor het einde van de reguliere speeltijd invallen voor Dimitrios Kourbelis. Alexandropoulos mocht dat seizoen driemaal invallen in de reguliere competitie en eenmaal in de Beker van Griekenland. In de play-offs begon hij met twee basisplaatsen en kreeg hij op de vierde speeldag, die door de coronapandemie pas op 5 juli 2020 gespeeld werd, zijn eerste basisplaats. Alexandropoulos klokte in zijn eerste seizoen bij de eerste ploeg van Panathinaikos af op elf officiële wedstrijden in alle competities. In de seizoenen 2020/21 en 2021/22 schipperde hij bij momenten tussen bankzitter en basisspeler, maar speelde Alexandropoulos toch respectievelijk 29 en 35 officiële wedstrijden in alle competities. Zijn laatste officiële wedstrijd voor Panathanaikos was de gewonnen bekerfinale tegen PAOK Saloniki op 21 mei 2022, waarin Alexandropoulos in de 76e minuut inviel.
In augustus 2022 ondertekende Alexandropoulos een vierjarig contract bij de Portugese topclub Sporting CP. Alexandropoulos moest zich in zijn debuutseizoen in Portugal tevreden stellen met invalbeurten: enkel in de bekerwedstrijd tegen Varzim SC op 16 oktober 2022 (1-0-nederlaag) mocht hij starten. Daarnaast mocht hij twaalf keer invallen, waaronder drie keer in de Champions League-groepsfase. Zijn wedstrijd met de meeste speelminuten was de vierde Champions League- groepswedstrijd tegen Olympique Marseille (0-2-nederlaag), waarin hij al na 35 minuten inviel. Alexandropoulos speelde dat seizoen ook twee competitiewedstrijden voor het tweede elftal van de club in de Liga 3.
In augustus 2023 werd Alexandropoulos voor een seizoen uitgeleend aan de Griekse recordkampioen Olympiakos Piraeus. De jonge twintiger speelde dat seizoen 31 officiële wedstrijden in alle competities, maar was nooit lang na elkaar titularis – noch onder trainer Diego Martínez, nog onder diens opvolger José Luis Mendilibar. Op 29 mei 2024 won hij met Olympiakos de Conference League, maar groot was de bijdrage van Alexandropoulos daaraan niet: de Griek kwam enkel in actie in de heenwedstrijd van de tussenronde, waarin Olympiakos met 1-0 won van Ferencvárosi TC. In de Europa League was Alexandropoulos wel in actie gekomen in vijf van de zes groepswedstrijden en in alle vier de kwalificatiewedstrijden. In de terugwedstrijd van de derde Europa League-kwalificatieronde scoorde hij zelfs het doelpunt van de kwalificatie tegen KRC Genk. Een ander opmerkelijk doelpunt dat hij dat seizoen scoorde was de openingsgoal in het 1-1-gelijkspel tegen zijn opleidingsclub Panathinaikos FC in de Beker van Griekenland.
In juli 2024 werd Alexandropoulos opnieuw uitgeleend door Sporting CP, ditmaal aan de Belgische eersteklasser Standard Luik. Standard bedong een aankoopoptie in het huurcontract.